# Risperidona
Risperidona é um antipsicótico atípico potente desenvolvido pela Janssen Farmacêutica. Usa-se mais frequentemente no tratamento de psicoses delirantes, incluindo-se a esquizofrenia. Porém a risperidona, como os demais antipsicóticos atípicos, é também utilizada para tratar algumas formas de transtorno bipolar, psicose depressiva, transtorno obsessivo-compulsivo e Síndrome de Tourette, além de se mostrar eficaz no tratamento de impulsividade e agressividade. Nos Estados Unidos da América ela também foi aprovada para o tratamento sintomático de irritabilidade em crianças e adolescentes autistas. Para tratamento de transtornos do espectro autista e formas de autismo mais brandas não é recomendado devido aos efeitos colaterais do mesmo.

## Efeitos colaterais
Efeitos colaterais comuns são: sedação, tontura, tremores, constipação e aumento de peso. Alguns efeitos colaterais sérios são: discinesia tardia, síndrome neuroléptica maligna, um risco aumentado de suicídio e hiperglicemia.

## Farmacologia
| Sítio de ligação | Ki (nM) |                          |
| ---------------- | ------- | ------------------------ |
| 5-HT1A           | 423     | Antagonista              |
| 5-HT1B           | 14,9    | Antagonista              |
| 5-HT1D           | 84,6    | Antagonista              |
| 5-HT2A           | 0,17    | Agonista inverso         |
| 5-HT2B           | 29–61,9 | Agonista inverso         |
| 5-HT2C           | 12      | Agonista inverso         |
| 5-HT5A           | 206     | Antagonista              |
| 5-HT6            | 2060    | Antagonista              |
| 5-HT7            | 6,60    | Antagonista irreversível |
| α1A              | 5       | Antagonista              |
| α1B              | 9       | Antagonista              |
| α2A              | 16,5    | Antagonista              |
| α2B              | 108     | Antagonista              |
| α2C              | 1,30    | Antagonista              |
| D1               | 244     | Antagonista              |
| D2               | 3,57    | Antagonista              |
| D2S              | 4,73    | Antagonista              |
| D2L              | 4,16    | Agonista inverso         |
| D3               | 3,6     | Agonista inverso         |
| D4               | 4,66    | Antagonista              |
| D5               | 290     | Antagonista              |
| H1               | 20,1    | Agonista inverso         |
| H2               | 120     | Agonista inverso         |
| mACh             | 10000+  | Afinidade muito baixa    |

Risperidona é um potente bloqueador da ação do neurotransmissor dopamina, através da inibição do funcionamento dos seus receptores, especialmente os do tipo D2. Risperidona também atua como um antagonista do 5-HT2A